# Propin
Propin,  alilen ili metilacetilen je nezasićeni aciklički ugljikovodik formule C3H4. Ima jednu trostruku kovalentnu vezu i drugi je član homolognog niza alkina.
To je bezbojan, zapaljiv plin neugodna mirisa, vrelišta −23,2 °C i tališta −102,7 °C.
Propin je u ravnotežnoj smjesi sa svojim protonskim tautomerom propadienom (alenom): 
CH3-C≡CH ⇌ CH2=C=CH2
koja nastaje kao nusprodukt kod proizvodnje i polimerizacije propena.